# Загадкова історія Бенджаміна Баттона (оповідання)
«Загадкова історія Бенджаміна Баттона» (англ. The Curious Case of Benjamin Button) — оповідання Френсіса Скота Фіцджеральда вперше опубліковане в журналі «Colliers» 27 травня 1922 року. Згодом твір було включено до збірки «Оповіді джазової доби», який іноді видають з назвою «Загадкова історія Бенджаміна Баттона і інші оповіді джазової доби».

## Сюжет
У 1860 році в Балтіморі, народився Бенджамін який має вигляд 70-ти річного чоловіка, і одразу може говорити. Його батько, який спочатку хотів назвати його Метушалах, запрошує сусідських дітей і наказує йому гратись дитячими іграшками, але Бенджамін слухається тільки щоб догодити татові. У п'ять він відправлений до дитячого садка, але його швидко забирають назад після того як він постійно засинає під час ігор.
Коли Бенджаміну стає 12 років сім'я Баттонів розуміє що він росте навпаки. У 18 років він реєструється в Єльському університеті, але відправлений додому робітником університету, який подумав що Бенджамін — 50-річний божевільний.
У 1880 році батько Бенджаміна дає йому контроль над своєю компанією. Він зустрічає молоду дівчину Хільдегарде Монкріф, і закохується в неї. Дівчина думає що він 50-річний брат Роджера Баттона — його батька, але надає перевагу старшим чоловікам, і через пів року виходить за нього заміж, не знаючи про його «старіння». Роками пізніше, бізнес Баттона процвітає, але він стомився від Хільдегарди, тому що вона вже не така вродлива і постійно прискіпується до нього. Занудьгувавши дома, він вступає на військову службу в Іспансько-американську війну 1898 року, і досягає успіхів в армії, отримуючи звання підполковник. Він отримує медаль і йде у відставку щоб зосередитись на компанії.
У 1910 році герой виглядає як 20-річний, віддає контроль компанією своєму сину — Раско, і поступає в Гарвардський університет. У перший рік добивається великих успіхів: він домінує в американському футболі і мститься Єльському університету, за відмову багато років тому. Але на останніх роках навчання він стає 16-річним, заслабким для футболу і ледь справляється з академічною роботою.
Після випуску Бенджамін повертається додому і довідується, що його дружина переїхала в Італію. Він живе з Раско, який поводиться суворо, і примушує Бенджаміна називати його дядьком. З часом Бенджамін виростає з підлітка в дитину. Зрештою Раско має власне дитя, яке пізніше грається з Бенджаміном у дитсадку. У кінці Бенджамін починає втрачати пам'ять про своє життя. Його пам'ять продовжує блякнути, і він не може згадати нічого окрім своєї няньки. Далі все зникає в темряві.

## Схожі сюжети
- Фіцджеральд, у вступі до оповідання, зазначає що він побачив схожий сценарій у «Записних книжках» (англ. The Note-Books of Samuel Butler) Семюеля Батлера, кілька тижнів після виходу «Бенджаміна Баттона».
- Історія зі схожим сюжетом була надрукована в 1921 році австрійського автора Рода Рода[en].
- Джеймс Баллард у своєму оповіданні 1961 року «Містер Ф. це містер Ф.» (англ. Mr F. is Mr F.) описує чоловіка який регресує з повноліття в дитинство коли його жінка вагітніє.
- У романі Вільяма Патріка Кінселли[en] 1986 року, «Конфедерація бейсболу штату Айова[en]» (англ. The Iowa Baseball Confederacy), персонаж Мерілайл Берон розказує історію про дивні речі в окрузі Джонсон: «зворотня чума» вразила населення на початку 1900-их. Молоді чоловіки і жінки почали втрачати масу, і повернулися до вигляду новонароджених. Але в той момент чума зупинилась, і люди знов почали рости.
- У творі «Король минулого і майбутнього», Артуріанському романі Теренса Вайта, Мерлін зображений проживаючи своє життя зворотно в часі.
- У 308 випуску коміксу «2000 AD[en]» 19 березня 1983 року є історія з назвою «Оборотна людина», яка починається з людини що померла і лежить на землі, і починає подорож крізь своє життя навпаки.[2]
- Інший схожий сюжет є в романі Ендрю Шон Ґрір[en] «Зізнання Макса Тіволі» (англ. The Confessions of Max Tivoli).

## Адаптація в фільм
Основна стаття: Загадкова історія Бенджаміна Баттона (фільм)
У 2008 році був випущений фільм «Загадкова історія Бенджаміна Баттона» режисера Девіда Фінчера, у головних ролях якого знялись Бред Пітт і Кейт Бланшетт. Сценарій фільму дуже відрізняється від оповідання. Тільки назва, ім'я Бенджаміна і більшість аспектів «старіння» були збережені.

## Переклади українською
- Фіцджеральд Ф. Скотт. Загадкова історія Бенджаміна Баттона / переклад з англійської: Валентин Бут. — Київ : Юнісофт / Велмайт, 2015. — 448 с. с. — ISBN 978-617-538-397-1.
  - (передрук) Френсіс Скотт Фіцджеральд. Загадкова історія Бенджаміна Баттона. Переклад з англійської: Валентин Бут. Київ: KM Books, 2017. 448 стор. ISBN 978-617-7489-34-3 (серія "КМ Класика")